# Cycas seemannii
Cycas seemannii är en kärlväxtart som beskrevs av Alexander Karl Heinrich Braun. Cycas seemannii ingår i släktet Cycas, och familjen Cycadaceae. IUCN kategoriserar arten globalt som sårbar. Inga underarter finns listade i Catalogue of Life.

## Bildgalleri

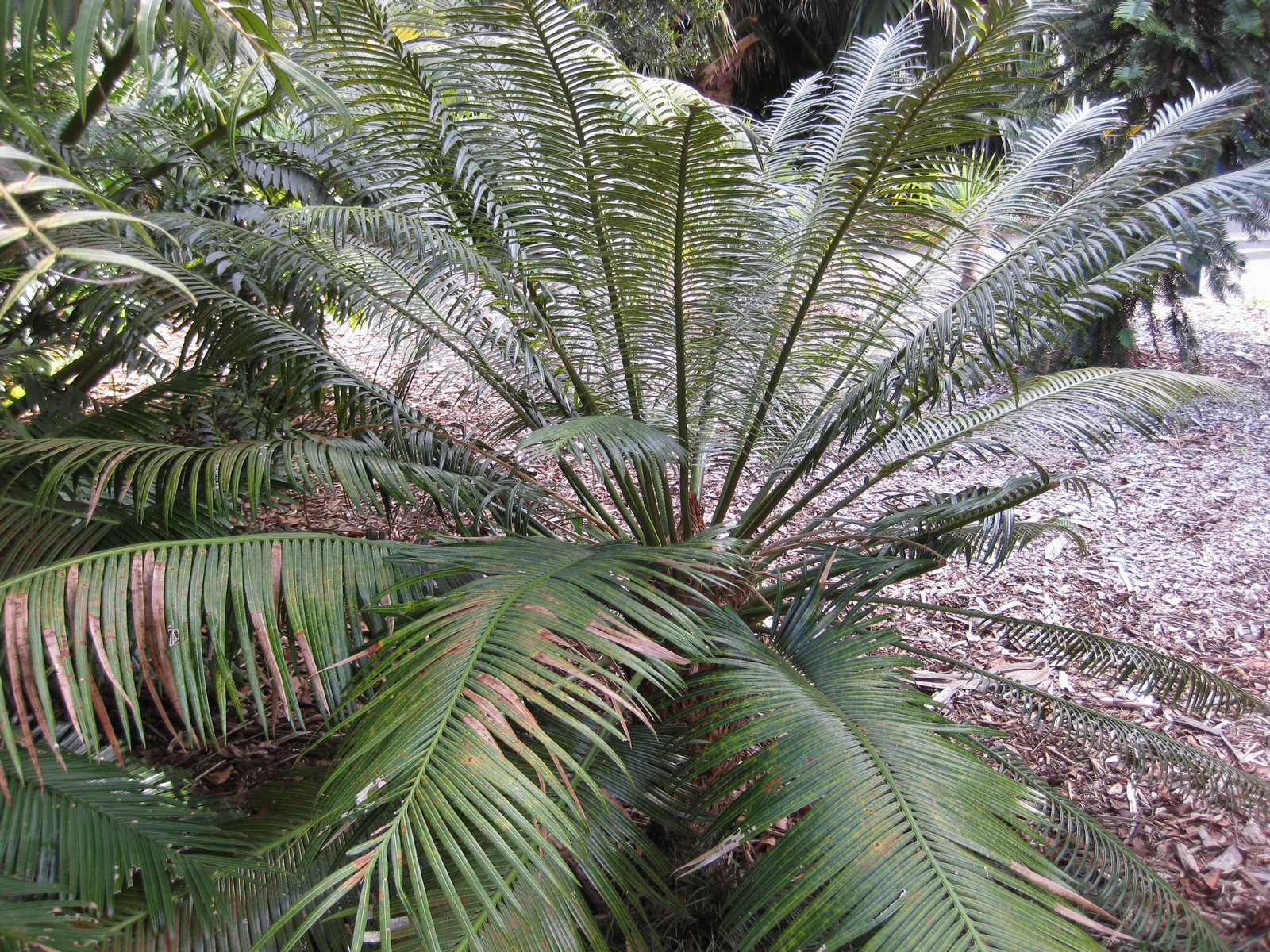
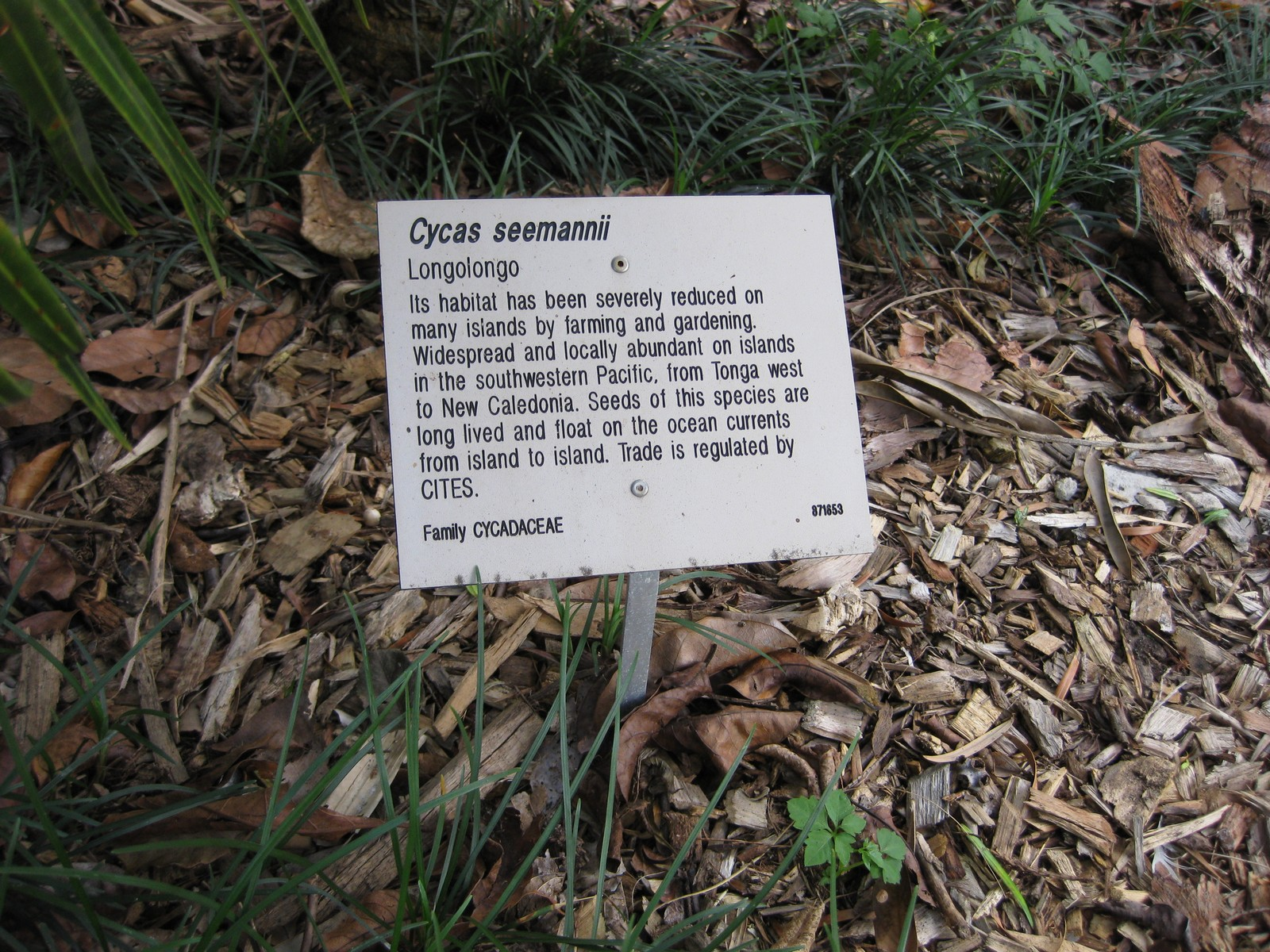
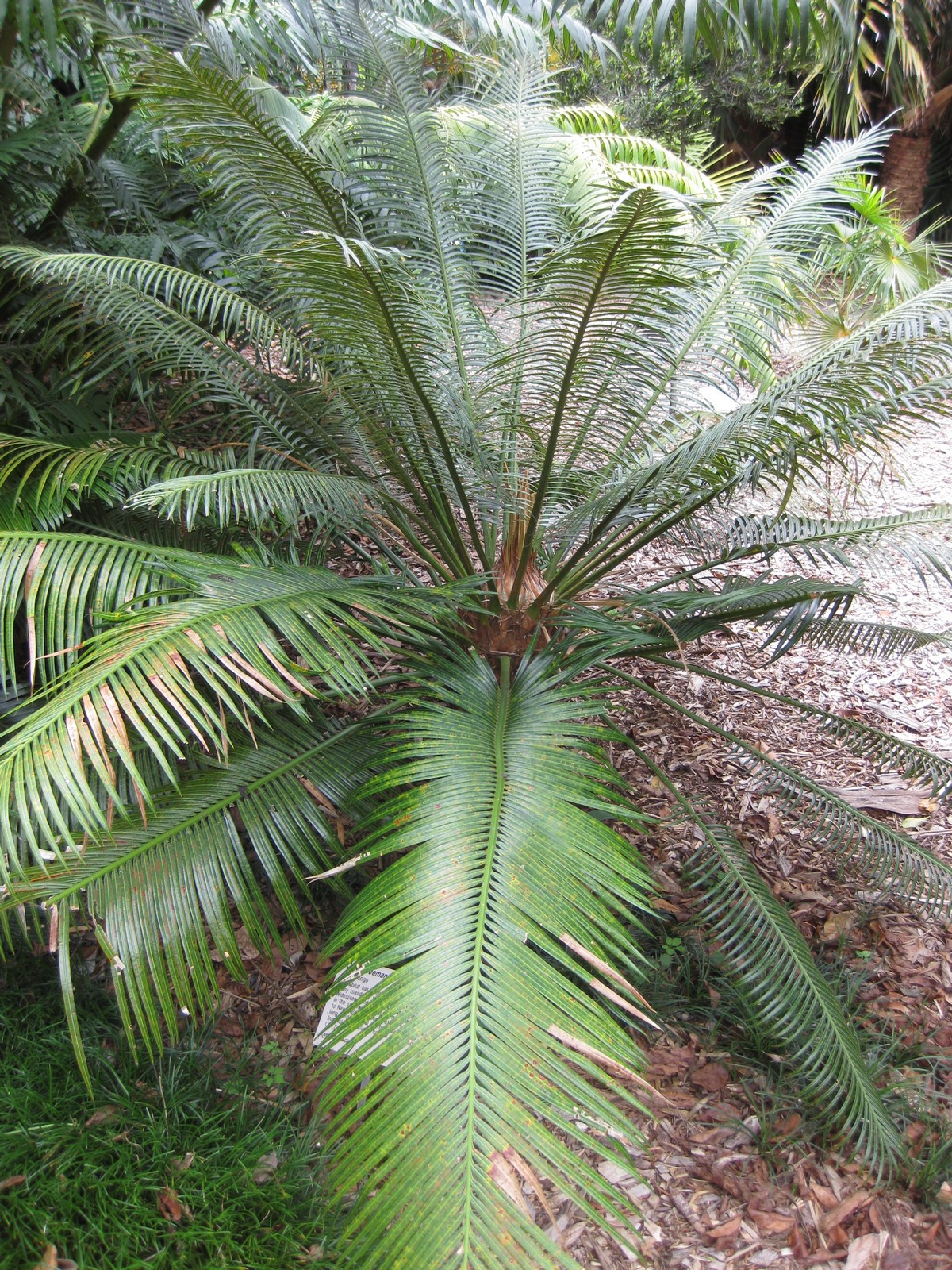
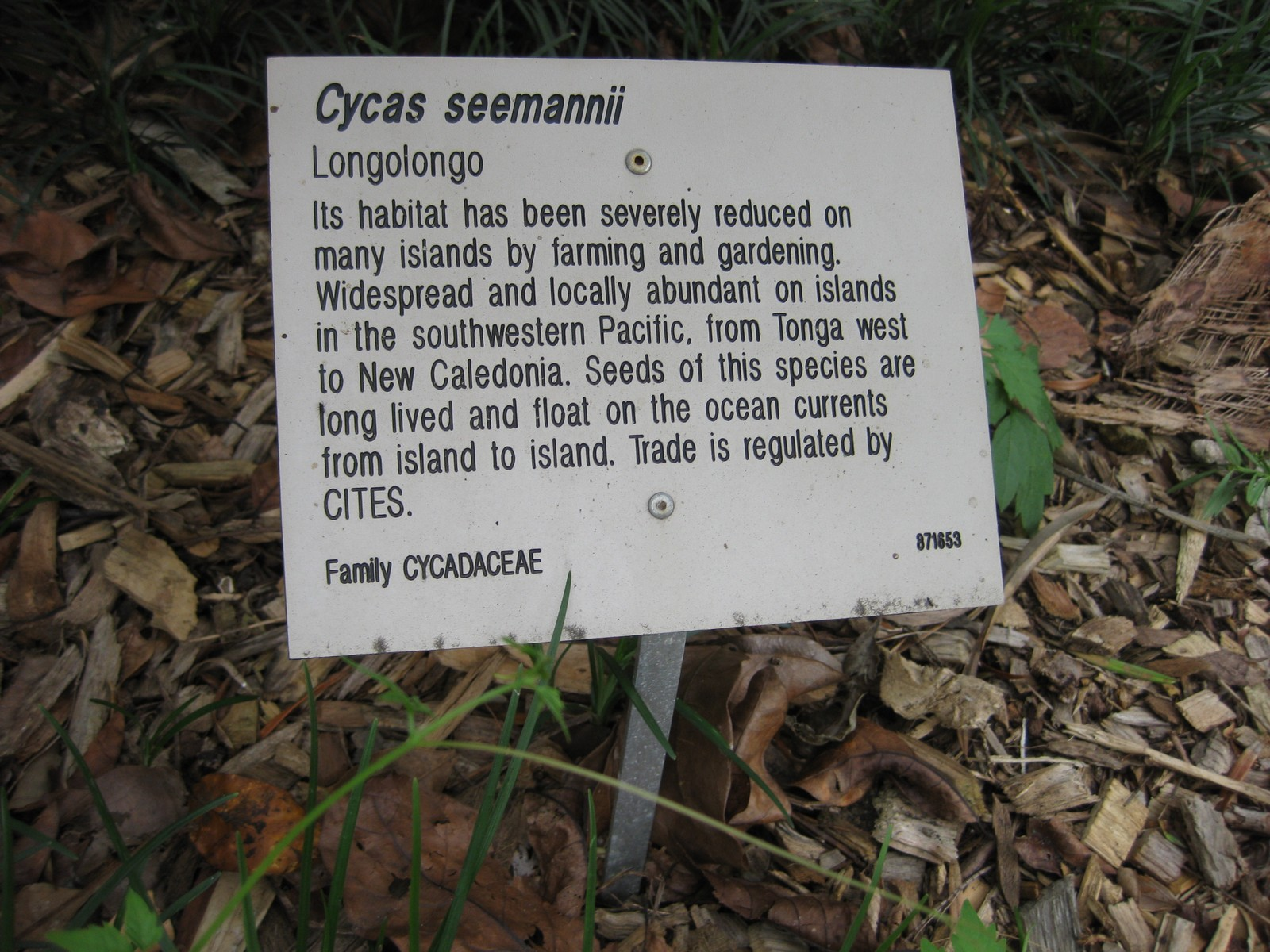